# Tetraponera tessmanni
Tetraponera tessmanni är en myrart som först beskrevs av Hermann Stitz 1910.  Tetraponera tessmanni ingår i släktet Tetraponera och familjen myror. Inga underarter finns listade i Catalogue of Life.